# Halicephalobus limuli
Halicephalobus limuli is een rondwormensoort uit de familie van de Panagrolaimidae. De wetenschappelijke naam van de soort is voor het eerst geldig gepubliceerd in 1956 door Timm.